# Freycinetia megacarpa
Freycinetia megacarpa är en enhjärtbladig växtart som beskrevs av Elmer Drew Merrill. Freycinetia megacarpa ingår i släktet Freycinetia och familjen Pandanaceae. Inga underarter finns listade.